# Juillet 1925

## Événements
- De jeunes officiers lancent la « Revolución Juliana » en Équateur (fin en 1931).
- Syrie : des représentants des grandes familles de la montagne des Druzes viennent protester auprès de Maurice Sarrail contre la politique de leur gouverneur français. Le haut-commissaire les fait emprisonner.
- Premier vol du de Havilland DH.56 Hyena.

- 1er juillet :
  - la France évacue la Ruhr;
  - premier vol postal de nuit aux États-Unis.
- 7 juillet : premier vol du Boeing Model 40.
- 11 juillet : signature d’un accord de coopération politique entre la France et l’Espagne sur la question du Maroc.
- 13 juillet : création de Western Air Express, compagnie qui donnera naissance à TWA et Western Airlines.
- 17 juillet : le maréchal Pétain arrive à Rabat en mission spéciale auprès du maréchal Lyautey, en vue de réorganiser les forces françaises au Maroc (325 000 hommes) et de mener la contre-offensive dans la guerre du Rif, aux côtés des Espagnols, contre les troupes de Abd el-Krim. Le capitaine Charles de Gaulle fait partie de son état-major.
- 18 juillet : Adolf Hitler publie Mein Kampf.
- 19 juillet : une révolte dirigée par le sultan al-Atrach éclate dans le djebel Druze. Les troupes françaises sont soit détruites soit encerclées pendant plusieurs mois.
- 21 juillet : à Pendine Sands, Malcolm Campbell établit un nouveau record de vitesse terrestre : 242,79 km/h.
- 26 juillet : Grand Prix de France sur l'autodrome de Linas-Montlhéry. Les pilotes français Robert Benoist et Albert Divo s'imposent sur une Delage.
- 28 juillet : nomination d'Alexandre Varenne au poste de gouverneur général d'Indochine française.

## Naissances
- 1er juillet : 
  - Jacques Fournier, prêtre catholique français.
  - Colin Figures, chef du SIS († 8 décembre 2008).
  - Mohamed Bensaid Aït Idder, homme politique marocain († 6 février 2024).
- 2 juillet :
  - Ahmed Mestiri, avocat et homme politique tunisien († 23 mai 2021).
  - Medgar Evers, militant pour les droits civils († 12 juin 1963).
  - Patrice Lumumba, homme politique congolais († 17 janvier 1961).
- 4 juillet : Jean Larguier, professeur émérite de droit français († 30 décembre 2020).
- 5 juillet : Jean Raspail, écrivain français († 13 juin 2020).
- 6 juillet : Gazi Yaşargil, scientifique et neurochirurgien turc.
- 7 juillet :
  - Zakaria Ben Mustapha, homme politique tunisien († 4 juin 2019).
  - Blanca París de Oddone, historienne uruguayenne († 23 juin 2008).
- 8 juillet :
  - Jean Cau, écrivain, français († 18 juin 1993).
  - Marco Cé, cardinal italien, patriarche émérite de Venise († 12 mai 2014).
- 10 juillet : Mahathir Mohamad, Premier ministre de Malaisie.
- 11 juillet : 
  - Paul Bertrand, évêque catholique français, évêque émérite de Mende († 27 juillet 2022).
  - David Graham, acteur britannique († 20 septembre 2024).
- 14 juillet : Francisco Álvarez Martínez, cardinal espagnol, archevêque émérite de Tolède († 5 janvier 2022).
- 15 juillet : Donn Alan Pennebaker, cinéaste, écrivain et peintre américain († 1er août 2019).
- 16 juillet : Ceslav Sieradzki , apprenti boulanger, adolescent résistant français d'origine polonaise, à 16 ans au camp de sûreté de Vorbruck-Schirmeck († 12 décembre 1941).
- 20 juillet :
  - Jacques Delors, économiste et homme politique français († 27 décembre 2023).
  - Narciso de Andrade, écrivain, poète et journaliste brésilien († 29 décembre 2007)
  - Frantz Fanon, psychiatre et essayiste français († 6 décembre 1961).
- 25 juillet : Charmion King, actrice († 6 janvier 2007).
- 29 juillet :
  - Ted Kennedy, joueur de hockey sur glace († 14 août 2009).
  - Mikis Theodorakis, compositeur grec († 2 septembre 2022).
- 30 juillet : Jean Zévaco, évêque catholique français, évêque émérite de Tôlagnaro (Madagascar) († 25 juillet 2017).

## Décès
- 1er juillet : Erik Satie, compositeur et pianiste français.
- 17 juillet : Lovis Corinth, peintre allemand (° 21 juillet 1858).
- 18 juillet :Louis-Nazaire Bégin, cardinal canadien, archevêque de Québec (° 10 janvier 1840).
- Ephraim Moses Lilien, photographe, illustrateur et graveur Art nouveau allemand (° 23 mai 1874).
- 26 juillet ; Jean Baptiste Théodore Botrel, artiste breton , barde des armées,